# Châtel-en-Trièves
Châtel-en-Trièves ist eine französische Gemeinde mit 491 Einwohnern (Stand: 1. Januar 2022) im Département Isère in der Region Auvergne-Rhône-Alpes (vor 2016: Rhône-Alpes). Die Gemeinde liegt im Arrondissement Grenoble und gehört zum Kanton Matheysine-Trièves.

## Geographie
Châtel-en-Trièves liegt etwa 37 Kilometer südlich von Grenoble. Der Drac begrenzt die Gemeinde im Norden. Umgeben wird Châtel-en-Trièves von den Nachbargemeinden Saint-Jean-d’Hérans im Norden und Nordwesten, Saint-Pierre-de-Méaroz im Norden, La Salle-en-Beaumont im Osten und Nordosten, Quet-en-Beaumont im Osten, Pellafol im Süden und Osten, Saint-Baudille-et-Pipet im Westen und Südwesten sowie Mens im Westen.

## Gliederung
| Ortsteil                            | ehemaliger INSEE-Code | Fläche (km²) | Einwohnerzahl (2016) |
| ----------------------------------- | --------------------- | ------------ | -------------------- |
| Cordéac                             | 38125                 | 26,62        | 194                  |
| Saint-Sébastien (Verwaltungssitz)00 | 38456                 | 20,98        | 258                  |

## Sehenswürdigkeiten
- katholische Kirche von Cordéac
- protestantische Kirche von Saint-Sébastien
- Reste einer Burg bei Puy-Boson aus dem 12. Jahrhundert
- Burg Troussepaille aus dem 13. Jahrhundert
- Reste der Burg Morges bei Châteauvieux aus dem 11./12. Jahrhundert